# Объём Хаббла
Объём Хаббла, радиус Хаббла или сфера Хаббла — область расширяющейся Вселенной, окружающей наблюдателя, за пределами которой объекты удаляются от наблюдателя со скоростью большей, чем скорость света.
Радиус сферы Хаббла {\displaystyle c/H_{0}}, где {\displaystyle c} — скорость света и {\displaystyle H_{0}} — постоянная Хаббла. В целом, термин «объём Хаббла» может быть применён к любому пространству {\displaystyle (c/H_{0})^{3}}.
Не следует путать «объём Хаббла» с наблюдаемой Вселенной, так как последняя представляет собой бо́льшую область пространства.

## Изменения расширения Вселенной
Расстояние {\displaystyle c/H_{0}} известно как длина Хаббла. Она равна 13,8 млрд световых лет в стандартной космологической модели. Эта величина предполагается чуть большей, чем возраст Вселенной, помноженный на скорость света. Такая величина взята потому, что {\displaystyle 1/H_{0}} показывает нам возраст Вселенной в экстраполяции с учётом того, что спад скорости разлёта галактик с момента Большого взрыва был постоянным. В настоящее время принято считать, что первоначальному спаду скорости разбегания галактик под действием силы притяжения противопоставляется ускоряющее действие со стороны тёмной энергии, поэтому {\displaystyle 1/H_{0}} — это всего лишь аппроксимация настоящего возраста.

## Предел Хаббла
Во Вселенной, расширяющейся с ускорением, сфера Хаббла расширяется медленнее, чем Вселенная. Это означает, что объекты рано или поздно выходят за сферу Хаббла и свет от них больше не сможет добраться до наблюдателя. Но при этом, в силу большого расстояния между объектом и наблюдателем, наблюдатель в течение ещё некоторого времени будет видеть объект, вышедший за пределы сферы.

## Горизонт частиц
Сферу Хаббла не следует путать с космологическим горизонтом событий, так называемым горизонтом частиц, максимальным расстоянием, от которого свет может дойти до наблюдателя.
В космологии горизонт событий в наблюдаемой Вселенной является крупнейшим сопутствующим расстоянием, от которого свет, испускаемый в настоящее время, никогда не может достичь наблюдателя в будущем. Это отличается от концепции горизонта частиц, который представляет наибольшее сопутствующее расстояние, от которого свет, испускаемый в прошлом, мог бы достичь наблюдателя в данный момент времени.